# Carta a memoria ottica
La carta a memoria ottica o carta ottica è realizzata in policarbonato, un materiale plastico di provenienza aeronautica, 1.000 volte più resistente del PVC, che garantisce un'ottima trasparenza per la scrittura su banda ottica, una elevata resistenza, una maggiore durata nel tempo e un intervallo termico di utilizzo molto ampio (da -40 a +100 °C).
Il film è composto da diversi strati di materiale e il supporto ottico registrabile è incapsulato tra due livelli di materiale protettivo trasparente che (sulla faccia esterna) è rinforzato da un ulteriore strato “antigraffio”.
La capacità di memoria fino adesso è di circa 6 MByte.
Ogni carta ottica permette la creazione di settori variabili basati su tracce, consentendo così l'archiviazione di informazioni multiple e indipendenti.
Le carte ottiche rispondono allo standard ISO/IEC 11694.